# UFC 191
UFC 191: Johnson vs. Dodson 2 var en MMA-gala som arrangerades av Ultimate Fighting Championship och ägde rum 5 september 2015 i Las Vegas i USA. 

## Resultat
1. ↑  Titelmatch i flugvikt.